# Айзятулов, Дмитрий Викторович
Дмитрий Викторович Айзятулов (29 октября 1981; Ульяновск, РСФСР, СССР) — российский кикбоксёр, 3- кратный чемпион мира по кикбоксингу (WAKO), 3-кратный чемпион Европы по кикбоксингу (WAKO), призёр чемпионата Европы по кикбоксингу (WAKO), 6-кратный чемпион России по кикбоксингу (WAKO). Заслуженный мастер спорта России по кикбоксингу.

## Спортивная карьера
В 1988 году в возрасте 7 лет начал заниматься спортивной гимнастикой, тренерами были Ирина Сергеевна Максимова, затем Александр Владимирович Колоярский.
В 1993 году в возрасте 12 лет перешёл в секцию кикбоксинга. Первым тренером был Сергей Петрович Кучаев, затем продолжил занятия у Фёдора Алексеевича Шуканова и Анатолия Константиновича Курдюмова.
С конца 1997 года по 2009 год тренировался под руководством Владимира Александровича Мерчина.
В 2005 году, продолжая выступать в соревнованиях, занялся тренерской деятельностью. В 2018 году основал спортивный клуб «Боец» в своём родном городе.

## Спортивные достижения

### Звания
- Заслуженный мастер спорта России по кикбоксингу.

### Достижения
- Чемпион мира по кикбоксингу (WAKO, Фулл-контакт с лоу-киком; Украина, 2003).
- Чемпион мира по кикбоксингу (WAKO, фулл-контакт с лоу-киком; Марокко, 2005).
- Чемпион мира по кикбоксингу (WAKO, фулл-контакт с лоу-киком; Австрия, 2009).
- Чемпион Европы по кикбоксингу (WAKO, фулл-контакт; Италия, 2002).
- Чемпион Европы по кикбоксингу (WAKO, фул-контакт; Сербия и Черногория, 2004).
- Чемпион Европы по  кикбоксингу (WAKO, фулл-контакт с лоу-киком; Португалия, 2008).
- Призёр Чемпионата Европы по кикбоксингу (WAKO, фулл-контакт с лоу-киком; Азербайджан, 2010).
- Чемпион России (2001, 2002, 2003, 2004, 2008, 2009).